# Afusellades de Marillais
Els afusellaments de Marillais designen l'execució de diversos centenars o milers de residents de Vendée per l'exèrcit republicà durant la guerra de Vendée. Van tenir lloc de novembre de 1793 a abril de 1794, durant el Terror i van tenir lloc en un prat, posteriorment anomenat "Champs-des-Martyrs" a la comuna de Marillais, prop de Saint-Florent-le-Vieil.

## Avançament de les execucions
Els afusellaments van tenir lloc en un prat, entre la capella de Notre-Dame-du-Marillais i l'abadia de Saint-Florent-le-Vieil, lloc on els presoners van ser tancats abans de la seva execució.
Es distingeixen dos afusellaments importants, el primer els dies 23 i 24 de desembre de 1793, el segon el 25 de març de 1794. Els soldats responsables de les execucions formaven part de la guarnició de la ciutat de Saint-Florent-le-Vieil, comandada pel general Maximin Legros.

## Testimonis

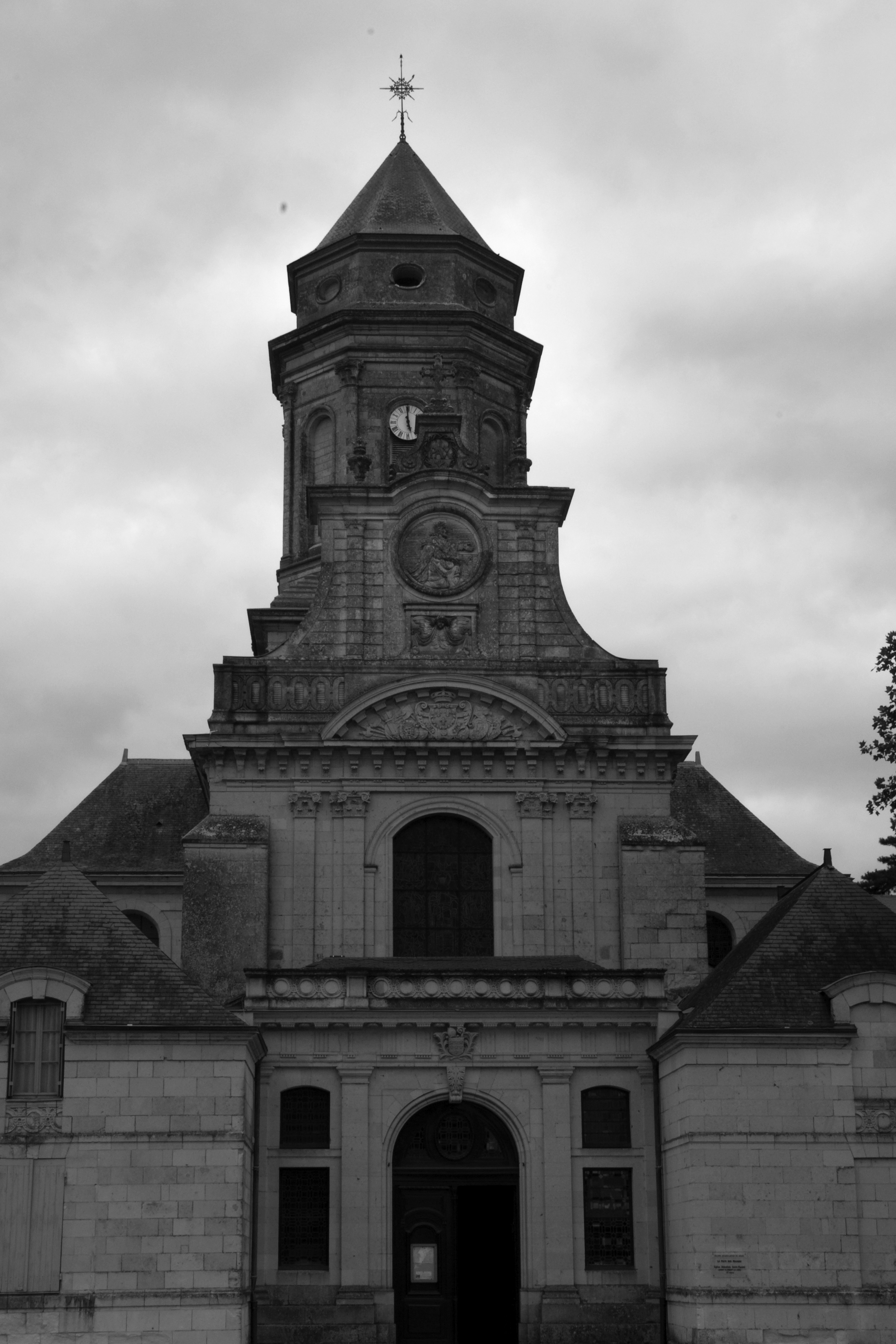
Església abasial de Saint-Florent-Le-Vieil.

Un dels supervivents de la massacre, "Vallée", llavors de 20 anys, va deixar un testimoni de l'afusellament del 25 de març de 1794:
| « | "L'antiga església benedictina, la mateixa on els moribunds Bonchamps havien obtingut el perdó de cinc mil presoners, contenia aleshores mil pobres Vendéans. En aquesta multitud que estava a punt de morir, diversos no havien menjat des del dia abans; Mig estirats sobre la palla, els homes romanien en silenci, però les dones i els nens cridaven per pa. "Calleu", crida sobtadament l'oficial de guàrdia, "si no voleu que us disparin a l'acte. No ens molesteu amb aquests clams; al meu país, quan un carnisser porta un bou a l'escorxador, no el vesteix, el mata! Un esclat de riure ferotge va seguir aquestes horribles paraules; només ens restava morir amb resignació i valentia (...) Tota la nit va passar així en exhortacions i pregàries i, quan va clarejar el dia, la mort ja no ens espantava. El mateix general havia volgut presidir la massacre. Havia vingut de bon matí al capdavant de la guarnició armada, i el seguia un carro carregat de cordes. Lligats de dos en dos en sortir de l'església, lligats per una altra corda que servia de cadena, els presoners eren llançats després entre els soldats i ordenats a la plaça. Més d'un miler de víctimes pobres, la meitat de les quals eren dones i nens. Sense pressa per unir-me a ells, em vaig retirar al cor i així em vaig trobar com un dels últims a abandonar l'església. En aquest mateix moment, els botxins faltaven les cordes (...) El tambor bat la càrrega, i tota la columna es dirigeix cap a la carretera de Marillais. Arribats davant de l'antiga església, a la vora del Loira, en un prat de la dreta, que avui s'anomena "prat dels Màrtirs", ens deixem col·locar com ovelles conduïdes a la carnisseria. Els pioners van excavar una fossa enorme prop de la bardissa, a la part més alta. (...) A la vista d'aquesta fossa oberta, em va passar pel cap una resolució sobtada; Allà érem, dotze joves condemnats a la mort, però lliures de moure's, i sense un únic vincle que ens pogués impedir la fugida; (...) S'intercanvia una mirada entre els meus companys i, al mateix moment, per un impuls sobtat, tots travessem la fossa i fem rumb pels camps. La confusió indescriptible, la vacil·lació, l'estupor, la por de veure escapar un nombre més gran de presos els impedeixen perseguir-nos. Es fan uns quants centenars de trets de fusell; les bales van colpejar vuit dels meus companys fugits; M'escapi amb els altres tres, saltant bardisses, barreres, rases, sense mirar darrere meu, i corrent en línia recta fins al Château de la Bellière. | » |

Una carta de Jean-Baptiste Félix, president de la comissió militar, també suggereix que algunes execucions per ofegament podrien haver tingut lloc al Loira:
| « | "El rodatge triga massa: malgastem pólvora i bales. Angers, St-Florent i altres llocs estan plens de presoners, però no s'hi queden gaire: tindran així el bateig patriòtic." | » |

## Pèrdues humanes
Segons Jacques Hussenet, el nombre total de víctimes dels diferents tiroteigs no es coneix amb certesa, però s'estima generalment al voltant de 2.000. Aquesta valoració també la fa Jean-Clément Martin.